# Givry (Henegouwen)
Givry is een dorp in de Belgische provincie Henegouwen, en een deelgemeente van de Waalse stad Quévy. Givry was een zelfstandige gemeente tot aan de gemeentelijke herindeling van 1977.

## Bezienswaardigheden
- De Sint-Martinuskerk (Église Saint-Martin) heeft een 13e-eeuwse toren terwijl de kerk in 1556 in gotische stijl werd herbouwd. In 1714-1715 werden er zijbeuken en in 1719 een koor aan toegevoegd.

## Natuur en landschap
Givry ligt aan de Trouille. De Ruisseau de Nordiau vloeit er in uit. Op kleine schaal werd hier zandsteen en kalksteen gewonnen. Enkele kalkovens zijn er in werking geweest. De hoogte aan de kerk bedraagt 58 meter.

## Demografische ontwikkeling
- Bronnen:NIS, Opm:1831 tot en met 1970=volkstellingen

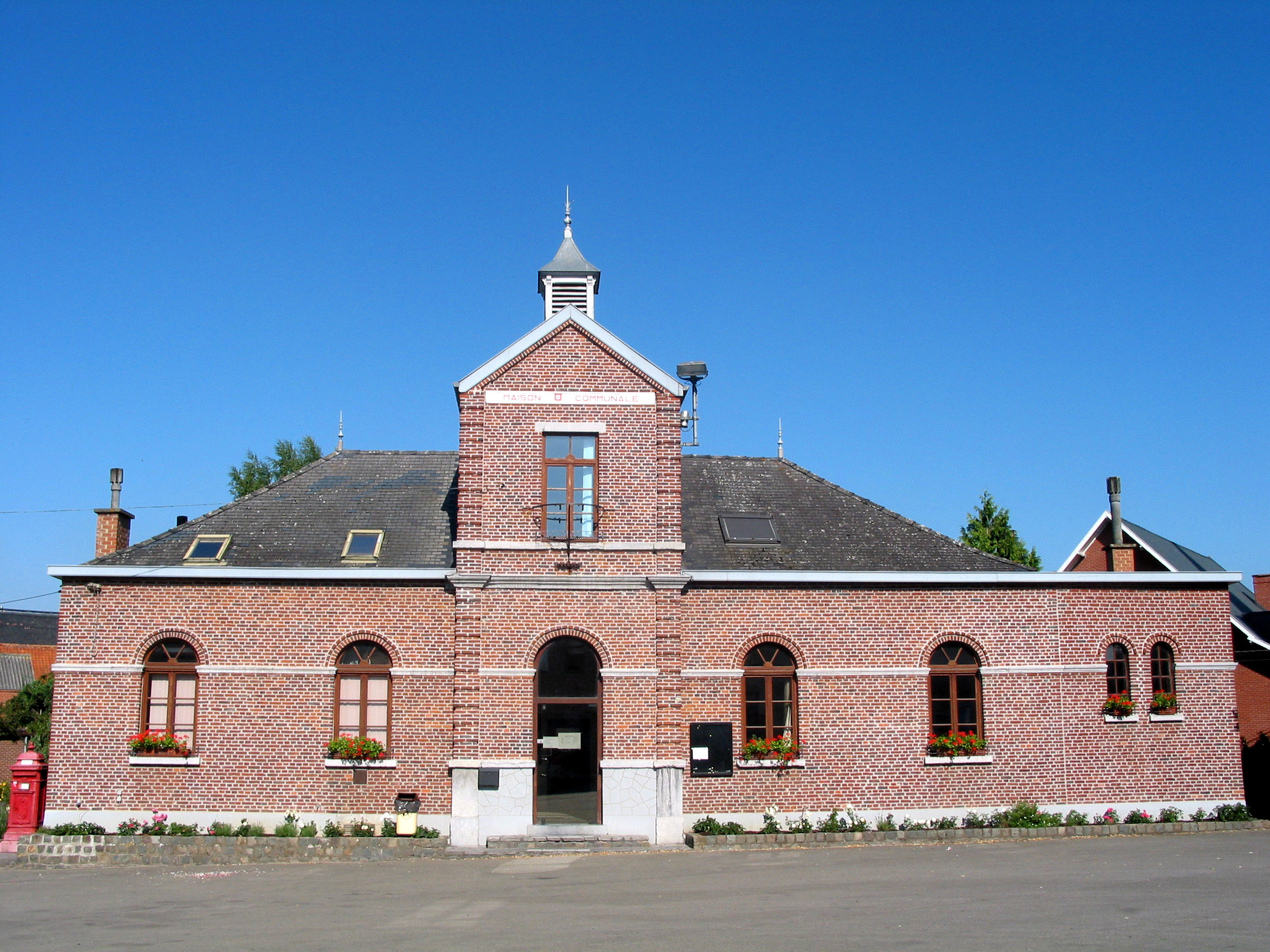
Voormalige gemeentehuis.
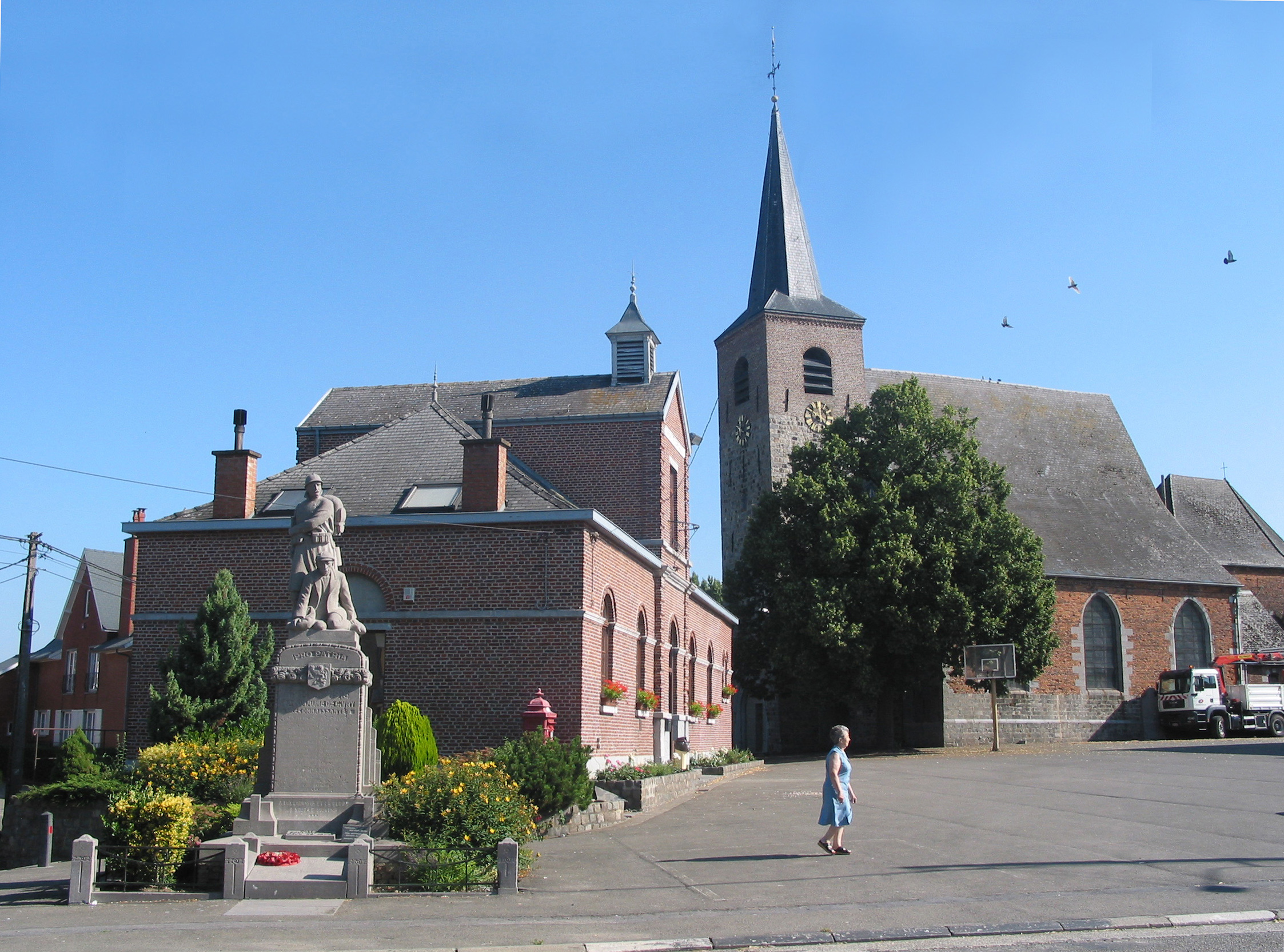
Gemeentehuis en Sint-Martinuskerk.
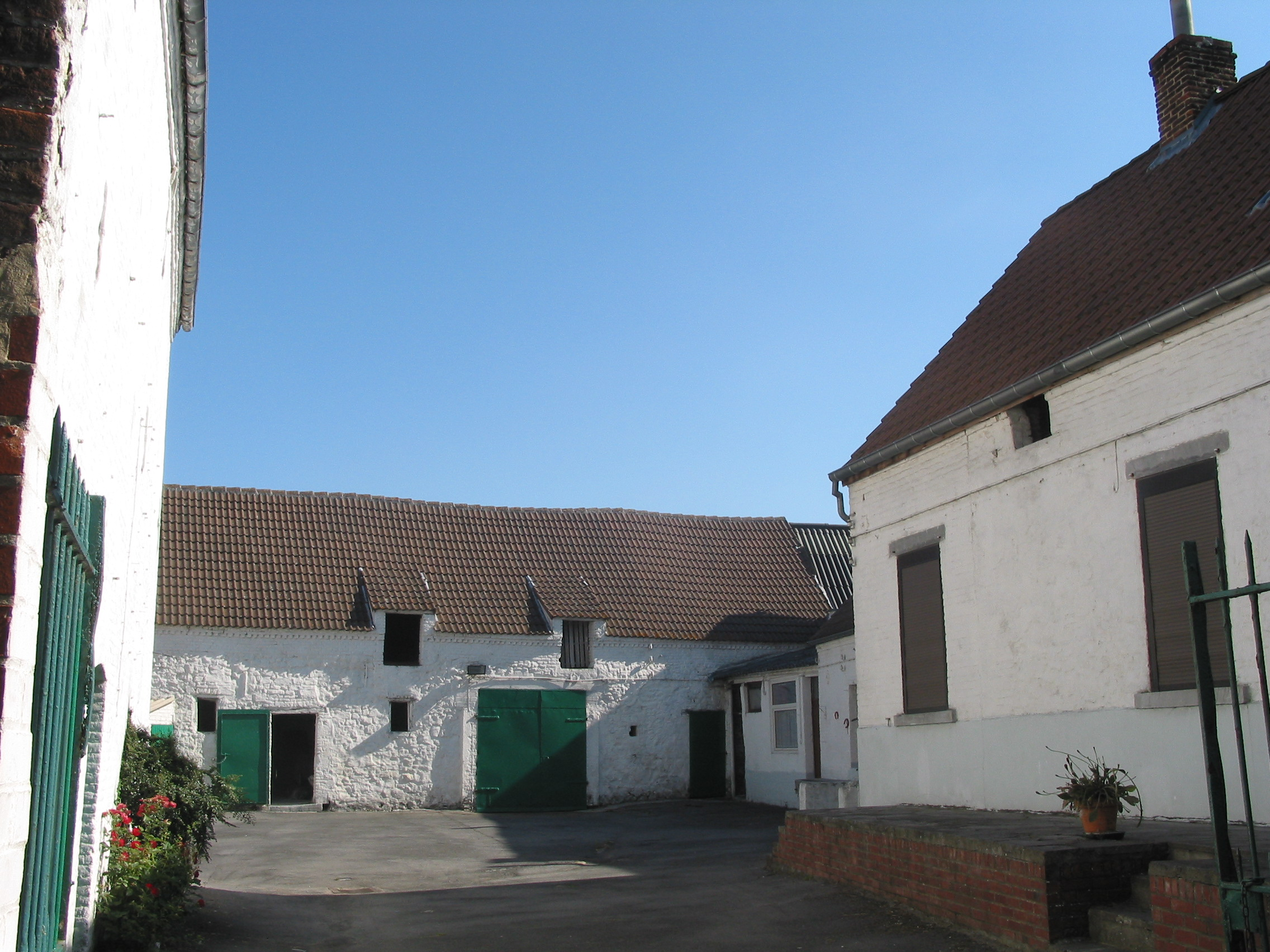
Boerderij.

## Nabijgelegen kernen
Harmignies, Harveng, Vellereille-le-Sec, Haulchin, Rouveroy, Villers-Sire-Nicole, Havay